# S Carinae
S Carinae är en pulserande variabel av Mira Ceti-typ (M)i stjärnbilden Kölen. 
S Carinae varierar mellan visuell magnitud +4,5 och 9,9 med en period av 149,49 dygn.